# L'ammutinamento
L'ammutinamento è un film del 1961 diretto da Silvio Amadio.

## Trama
Nel 1675 la nave Albatross viaggia dall'Inghilterra al Nuovo Mondo, con un certo numero di passeggeri, un paio di prigionieri politici insieme a una dozzina di donne detenute per essere vendute come schiave all'arrivo. L'attivista libera le donne e con esse prendono il controllo della nave. Poiché l'ammutinamento è punibile con la morte nel Nuovo Mondo, gli ammutinati cercano di deviare la rotta. Un ammutinato vuole gettare le donne in mare per risparmiare le razioni di cibo, ma le donne liberano il dottor Robert Bradley ed il capitano che in precedenza erano stati imprigionati per combattere gli ammutinati. Successivamente una nave da guerra britannica giunge in soccorso ed il capitano perdonerà chi gli salvato la vita.